# 赫爾曼·海因里希·戈森
海尔曼·亨利希·高森（1810年9月7日—1858年2月13日）普鲁士（今德国）经济学家。在他的著作 (《人类交往的法则与人类行为规律的发展》)中，他首先阐述了边际效用的理论。
高森就读于法国拿破仑统治下的波恩大學，当时他为普鲁士行政部门工作，直到1847年退休。
《人类交往的法则与人类行为规律的发展》一书发表于1854年的不倫瑞克，由于用密集的数学形式书写，并没有被人们所接受。虽然高森自己宣称，他的著作的重要性可与哥白尼的创新并肩，但极少人同意。他的著作大多已经被破坏，只有少数保存至今。
高森认为：当一个人继续消费某种物品时，这种消费品的每一单位提供给他享乐是递减的，一个人花费一定量收入要获得最大总和的享乐，就必须使他消费每种消费品的最后一个单位所提供的享乐都相等；他把这种经济现象归为心理因素。
19世纪70年代，瓦尔拉斯、门格尔和杰文斯各自重新使用了边际效用的理论。在讨论他们三个当中谁第一个构成了该理论时，杰文斯的一个同事发现了《人类交往的法则与人类行为规律的发展》。由此，高森被认为是最先的开创者。他的书后来被重新编写为使用数学较少的形式，以便大众能有更好的认识。